# Roman Abramovitj
Roman Arkadjevitj Abramovitj (ryska: Рома́н Арка́дьевич Абрамо́вич), född 24 oktober 1966 i Saratov, Sovjetunionen, är en rysk-israelisk oljemagnat, före detta guvernör i Tjuktjien (2001–2008), och tidigare ägare av fotbollsklubben Chelsea FC. Den amerikanska ekonomitidskriften Forbes rankade Abramovitj som världens 217:e rikaste med en förmögenhet på 8,9 miljarder amerikanska dollar den 12 maj 2022. Oligarken Abramovitj var en tid Rysslands rikaste person. 
Abramovitj kommer från en litauisk-judisk familj. Hans föräldrar, som var födda i Tauragė, Litauen men sedan flyttade till Saratov, Ryssland, dog när han var fyra år gammal och han togs då om hand av släktingar. Han ägnade sig åt olika affärer redan innan han lärde känna Boris Berezovskij, en affärsman med nära anknything till Boris Jeltsin. Abramovitj och Berezovskij köpte 1995 majoriteten i det statliga oljebolaget Sibneft för motsvarande 80 miljoner brittiska pund, en bråkdel av dess dåvarande marknadsvärde; 2005 sålde Abramovitj sin andel i Sibneft till Gazprom för 13 miljarder dollar. Berezovskij har anklagat Abramovitj för utpressning och Abramovitj har själv erkänt att han betalat ut stora summor för politiska tjänster och beskydd under "aluminiumkrigen", då olika grupper kämpade om kontrollen över den ryska aluminiumindustrin.
Han äger 30,52% av det globala stål- och gruvföretaget Evraz plc.
Han äger också flera fastigheter och några av världens största lyxyachter, bland annat Eclipse.

## Tillgångar

### Chelsea
2003 köpte Abramovitj den brittiska fotbollsklubben Chelsea FC och han har satsat stora pengar i klubben. Roman Abramovitj har beskrivits som "en av 2000-talets mest tongivande och kontroversiella män inom den engelska fotbollen" och sedan han tog över Chelsea har laget vunnit en lång rad titlar.
Den 2 mars 2022 meddelade han att han avsåg att sälja klubben, bland annat som en följd av Rysslands invasion av Ukraina. Försäljningen gick igenom den 30 maj 2022 till ett konsortium lett av amerikanen Todd Boehly.

### Motoryachter

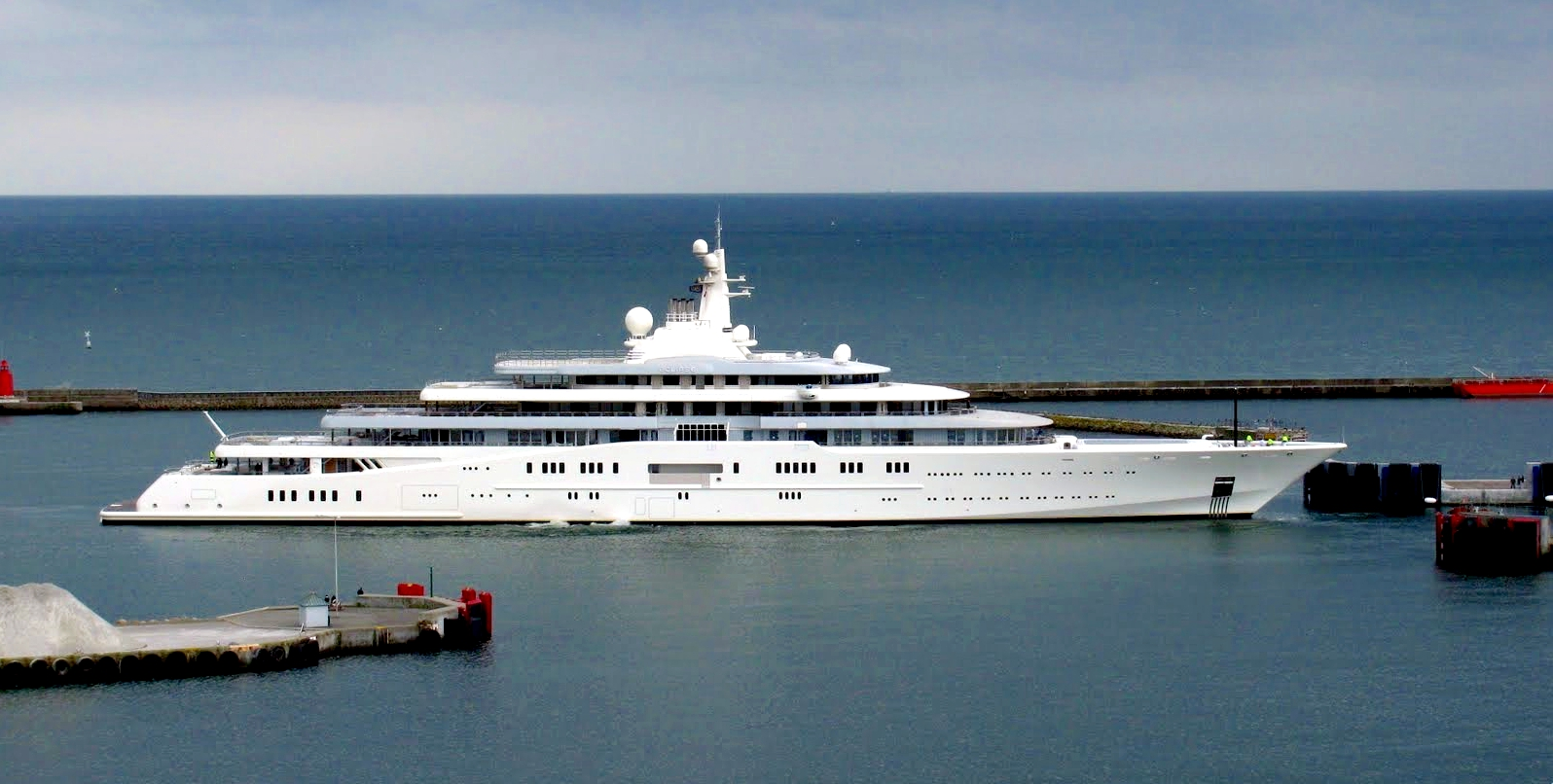
Eclipse är världens näst största motoryacht.

Han äger och har ägt flera motoryachter genom åren.

#### Nuvarande
- Eclipse (2010–)
- Solaris (2021–)

#### Tidigare
- Sussurro (1998–2009)
- Le Grand Bleu (2002–2006)
- Pelorus (2003–2009)
- Ecstasea (2004–2009)
- Luna (2010–2014)

### Flygplan

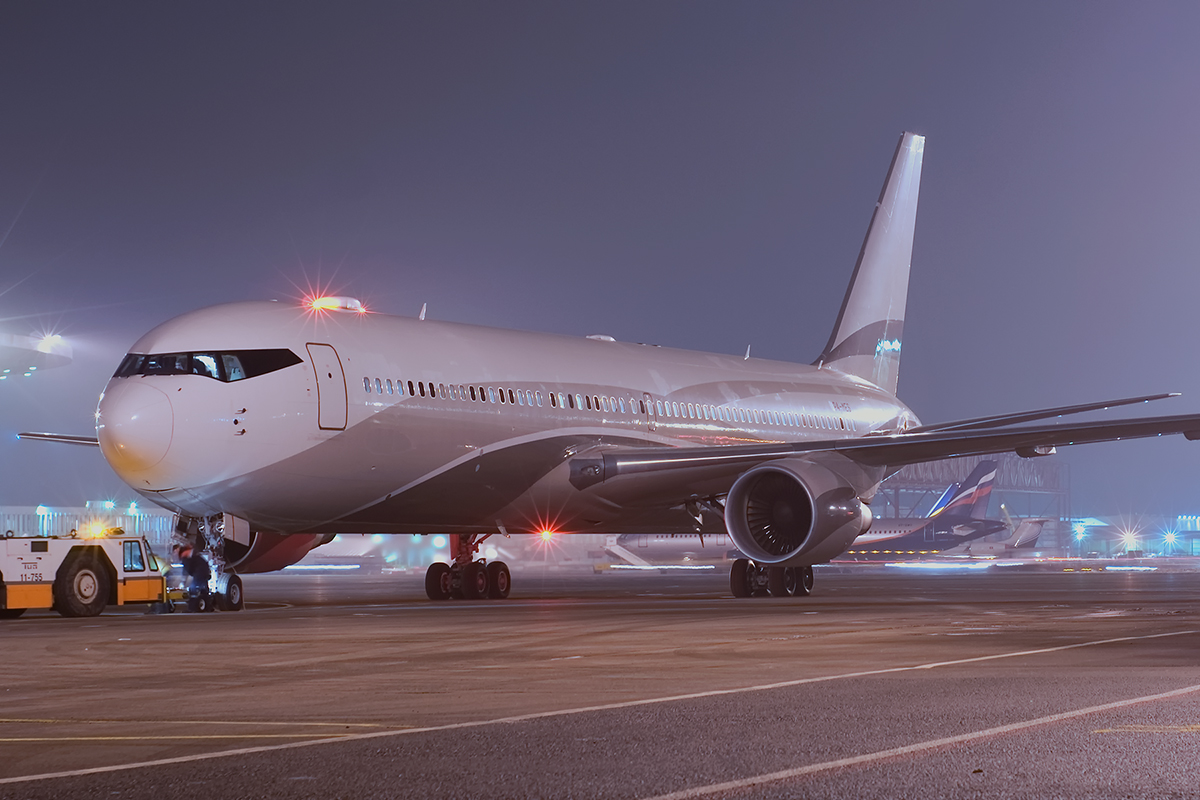
Bandit på Sjeremetevos internationella flygplats i Moskva i Ryssland i december 2007.

År 2004 köpte Abramovitj ett flygplan av varianten Boeing 767-33A/ER från Boeing. Det var initialt tänkt att flygplanet skulle levereras året dessförinnan till det amerikanska flygbolaget Hawaiian Airlines men de avbröt beställningen. Den är registrerad på Aruba under beteckningen P4-MES. Flygplanet är dock mer känd under smeknamnet Bandit på grund av det svarta färgen vid fönsterna till cockpiten, vilket gör att det ser ut som om flygplanet har en svart ögonmask. Bandit har ett liknande system som Boeing VC-25 (Air Force One) har för att undkomma inkommande robotvapen. I slutet av 2021 rapporterades det om att Abramovitj hade sålt Bandit i förmån av att köpa en Boeing 787-8 för totalt 350 miljoner dollar, där minst 100 miljoner dollar skulle användas för att bygga om flygplanet efter Abramovitj tycke. Boeing 787-8 hade byggts 2015 i förmån av det schweiziska flygbolaget Privat Air, men de gick dock i konkurs tre år senare.